# Paranapis insula
Espèce
Synonymes
- Chasmocephalon insulum Forster, 1951

Paranapis insula est une espèce d'araignées aranéomorphes de la famille des Anapidae.

## Distribution
Cette espèce est endémique de  l'île du Nord en Nouvelle-Zélande,.

## Description
Le mâle décrit par Platnick et Forster en 1989 mesure 1,41 mm et la femelle 1,37 mm.

## Publication originale
- Forster, 1951 : New Zealand spiders of the family Symphytognathidae. Records of the Canterbury Museum, vol. 5, no 5, p. 231-244.